# Лекції для домогосподарок
«Лекції для домогосподарок» — кінофільм режисера Олега Туранського, що вийшов на екрани в 2012 році.

## Зміст
Історія про нездійснене щастя, приправлена ностальгічними нотками, іронічним поглядом на жорсткий 1977-й, сумбурний 1987-й і зовсім несподіваний 1997-й. Влітку 1977 року, в період розгулу принципів соціалістичної моралі, 18-річна Катя, красуня, спортсменка і домашня дитина, у складі групи юних плавчинь вирушає в міжнародний спортивний табір. У групі, природно, є й «непримітний чоловік в капелюсі», покликаний спостерігати і запобігати. Катя знайомиться з 25-річним Костянтином, той шанує буржуазного психолога Фрейда і свободу — від всіх і вся! Він зачарований милою провінційністю і наївністю Каті. Вони проводять разом романтичну ніч. А на ранок Костянтин назавжди залишає Батьківщину — в Парижі його чекає, нехай і фіктивна, але дружина-француженка. Про що Катя дізнається постфактум. Природно, зв'язок з «зрадником» не пройшов для неї безкарно — її спортивна кар'єра закінчилася. Через 9 місяців вона й доньку народила. А ще — стала зовсім іншою. Пройшли роки. Костянтин став відомим професором психології, став їздити з лекціями світом. Катя ж з комендантки гуртожитку перетворилася на господиню готелю. Одного разу вони навіть могли перетнутися в настільки пам'ятному для них морському селищі. Але він її не помітив, а вона вирішила про себе не нагадувати — Костя був зі своєю французькою дружиною. Пізніше дочка його та Каті, також захоплена психологією, приїхала до Москви на його семінари. Він не міг не помітити розумну і красиву дівчину. Вони поспілкувалися, і Костянтин зрозумів, що перед ним — його дочка. Вона увібрала в себе те найкраще, що було притаманне йому і Каті. Але вона зовсім інша. Вільна.

## Ролі
| Актор              | Роль |
| ------------------ | ---- |
| Кирило Рубцов      | -    |
| Ольга Гришина      | Катя |
| Кирило Кяро        | -    |
| Наталія Дюфресс    | -    |
| Борис Хвошнянський | -    |
| Катерина Герун     | -    |
| Олександра Кірєєва | -    |

## Знімальна група
- Режисер — Олег Туранський
- Сценаристка — Олена Райська
- Продюсер — Влад Ряшин, Лариса Журавська, Олена Теплова
- Композитор — Олесь Коровниченко